# Hayward (California)
Hayward è una città statunitense situata in California, nella contea di Alameda. Nel 2014 contava 149 392 abitanti.

## Amministrazione

### Gemellaggi
Hayward è gemellata con:
- Funabashi
- Faro
- Ghazni